# Prod-El
Prod-El (denominata anche Prodel) è stata un'azienda italiana con sede a Milano, produttrice di elettronica di consumo e di ricetrasmittenti, soprattutto in uso ad esercito e forze dell'ordine, attiva dal 1957 al 2007. Attualmente è un marchio inutilizzato, i cui diritti sono gestiti dalla Leonardo-Finmeccanica che ne ha ereditato - nel 2016 - i diritti da Selex ES quale parte di Finmeccanica. Il suo logo quale costruttore di apparati consumer era costituito da un rettangolo diviso in 4 parti diseguali; la scritta Prodel, maiuscola, si divideva fra i due superiori, la scritta Milano, minuscola, era racchiusa nel quadrante inferiore destro. Le parti del rettangolo erano divise fra sfondo nero (alto a sinistra e basso a destra) e sfondo bianco (alto a destra e basso a sinistra) mentre le scritte erano del colore opposto allo sfondo. Nel primo logo, in vece della parola Milano, i due quadranti inferiori riportavano le parole "prodotti elettronici" in stampatello. Il suo logo quale costruttore di apparati radiomobili era costituito dal nome della ditta in caratteri minuscoli di fantasia.

## Storia: i primi anni e gli apparati per il consumo
Venne fondata a Milano nella seconda metà degli anni cinquanta come Nuclear Elettronica, mentre Prodel Milano (Prodotti Elettronici S.p.A.) è un suo marchio . La prima sede dell'azienda fu in via Ajaccio 3, a Milano. Inizialmente, la gamma proposta comprendeva essenzialmente mobili all'interno dei quali assemblare, secondo la moda dell'epoca, radio, registratori e giradischi anche di diverse marche sia italiane che straniere. Nel 1957 vennero via via lanciati sempre nuovi prodotti denominati all'epoca "la più vasta gamma di riproduttori acustici esistenti sul mercato europeo": dalle radio ed i giradischi ai complessi ad alta fedeltà composti di sempre più pezzi e con altoparlanti estraibili, radiofoni, riproduttori. In anticipo sui tempi, l'azienda presentò già nel 1957 anche i primi giradischi portatili per 45 giri 7 pollici, nonché i primi amplificatori e filtri antifruscio. Fu un periodo di notevole fermento per l'azienda, che cercava contemporaneamente di acquistare una certa credibilità quale progettista di alta fedeltà, con attenzione alle nuove richieste del mercato: sia del pubblico adulto, che di quello più giovane.
Esempi di tale nuova sensibilità possono essere considerati il radiofonografo Festival-Stereo ed il Melody-Stereo, presentati nell'aprile del 1959. Si trattava di apparati per l'epoca moderni, dotati di modulazione di frequenza e di riproduzione stereofonica.
Con nomi sempre piuttosto enfatici, furono poi pubblicizzati, (con una tattica di marketing e pubblicitaria aggressiva sulle riviste dell'epoca, che caratterizzò la prima fase di vita dell'azienda) - al volgere dell'anno - il Poliphonic ed il Concerto (un apparato radio con un sistema evoluto di amplificazione, mutuato dai sistemi in uso per gli strumenti musicali). Nello stesso 1959, con l'accrescersi dell'attività, l'azienda - oramai denominata essa stessa Prodel - si trasferì in via Monfalcone, nr. 12.
Nel 1961 l'azienda tentò di farsi spazio nell'ambiente dell'elettronica professionale, con il lancio di prodotti importati e assemblati all'interno dei propri apparati oppure venduti direttamente, trasformando così l'azienda stessa anche in un importatore. È in quell'anno che fecero la loro comparsa sul mercato italiano gli amplificatori Sargent Rayment; il management di Prod-El aveva infatti scelto, ancora una volta sia per i propri apparati composti, che per la vendita al pubblico (in modo da dimostrarne l'assoluta presunta bontà), i prodotti di una stessa azienda. Per l'amplificazione, si trattava questa volta del costruttore statunitense di Oakland, California, fondato nel 1927 ed attivo nel mercato dell'alta fedeltà fra la metà degli anni 50 ed il 1961. La collaborazione non poté però proseguire poiché la società americana, venduta a Sky Data, sussidiaria della Atlas Corporation, sarebbe fallita pochi mesi dopo. Furono importati, nonché utilizzati, nello stesso periodo, anche testine e bracci professionali di marche quali - fra le altre - Shure e Bang&Olufsen. Contemporaneamente, si produssero delle fonovaligie - quali la Sonetto - in un tentativo, non riuscito, di concorrere con i costruttori dell'epoca, quali Lesa e Geloso. La Prodel aveva - all'epoca - come motto quello di essere "Primo in Italia con alta fedeltà e primi con stereo fedeltà". Proseguiva infatti - quale attività principale - la produzione dei grandi apparati quali il radiofono stereofonico ad altissima fedeltà "gran concerto stereo" con 6 altoparlanti.
I tecnici della Prod-el cercano poi di produrre in proprio anche i componenti da inserire negli apparati. Alla fine del 1961 la gamma era quindi completa di amplificatori (lo stereosonic, lo stereomaior), anche se per alcuni componenti si continuava a far ricorso a fornitori esterni (quali Garrard, Thorens, etc. ) per mantenere i livelli di alta fedeltà con cui l'azienda intendeva essere percepita.
La produzione di apparati di alta fedeltà si ridusse però progressivamente già nei primi anni del nuovo decennio, a seguito di determinate strategie aziendali che mirarono a preferire una clientela professionale, considerata maggiormente aggredibile rispetto al settore dell'elettronica di consumo, sia pure di alta qualità.

## Le forniture per le forze dell'ordine
La Prod-El preferì quindi, con lo scorrere del decennio, piuttosto che competere con altri produttori elettronici, specializzarsi nella costruzione e nella fornitura di apparati radio per le forze dell'ordine (polizia di stato, carabinieri e vigili del fuoco, oltre a corpi di polizia municipale, protezione civile e forestale), nonché dell'architettura (dalle centrali alla rete fino ai ponti radio) ed alle possibilità (i contratti di manutenzione) di sviluppo e guadagno in un mercato nuovo, che una simile attività appariva comportare. Solo nel 1965, infatti, sarebbero stati smantellati - ad esempio - i posti telefonici di polizia localizzati nelle varie città, dotando finalmente le auto e - successivamente - anche le pattuglie appiedate, di apparati radiomobili veicolari e palmari; un settore che la Prod-El intuì - correttamente - fosse ancora tutto da sfruttare, grazie anche agli appalti pubblici. Trasformandosi in azienda per la realizzazione di sistemi radiomobili, già nel 1973 la nuova sede era in via Sacco e Vanzetti 34 a Sesto San Giovanni sino agli inizi degli anni 90 poi la sede venne nuovamente spostata in via Palmanova 185 a Milano. Abbandonata l'alta fedeltà ed il design, è innumerevole l'elenco dei ponti radio, alimentatori, e degli apparati veicolari e portatili prodotti in questa "nuova" fase della Prodel: si ricordano - fra i veicolari storici, utilizzati da forze dell'ordine e vigili del fuoco, i Prodel Transistor 60/7, 60/7/16, 65/16-76, 66/7, 60/8, 65/8, 66/8, 68/15, 68/16, 69/1, 70/10, 76/16; successivamente le sigle si differenziano per identificare i palmari dai veicolari (le P3/32-01, le V5/51-IT), fino ai modelli più recenti.
Negli anni 90 le attività in tal senso si fecero più intense, fino alla realizzazione - negli anni 90 - delle reti radio di interi corpi di polizia e sarebbero proseguite con la realizzazione delle prime dorsali pluricanale digitali e la presentazione di radio di nuova generazione.

## La chiusura
Nel 2007 Prod-el viene incorporata da Selex Communications Spa che le succede in tutte le situazioni soggettive ed i contratti; dopo una riorganizzazione aziendale, nella quale il nome Prod-El viene accantonato, l'attività di progettazione e produzione aziendale cessa. Il parco ricambi era stato a suo tempo ceduto alla Marconi Impianti per la manutenzione, mentre gli apparati radio e le reti radiomobili sono stati - quando non più in uso - progressivamente sostituite per obsolescenza con forniture di altre aziende o dei soggetti successori. Le sedi storiche di via Ajaccio e via Monfalcone sono state demolite e sostituite da edilizia residenziale, mentre la sede di Milano - oggi dismessa - è stata utilizzata da Selex, nel 2013 a propria volta assorbita da Selex ES.